# أربطة جانبية للمفاصل المشطية السلامية
الأَرْبِطَةُ الجانِبِيَّةُ للمفاصِلِ المِشْطِيَّةِ السُّلامِيَّة (بالإنجليزية: Collateral ligaments of metatarsophalangeal joints)‏ هي أربطة مدورة قوية، موضوعة على جانبي كل مفصل وتربط بنهاية واحدة إلى الحديبة الخلفية على جانب رأس عظمة مشط القدم، ومن جهة أخرى الطرف المتلاصق من السلامى. يتم توفير مكان الأربطة الظهرية بواسطة الأوتار الباسطة على السطوح الظهرية للمفاصل.